# Wim Groskamp
Willem „Wim“ Remelius Groskamp (* 8. Oktober 1886 in Amsterdam; † 13. Januar 1974) war ein niederländischer Fußballspieler. Er stand in der Pionierzeit des Fußballs im Kader des Vereins Quick Den Haag. Mit dem Verein gewann er in der Saison 1907/08 die niederländische Fußballmeisterschaft.
Im Herbst 1908 wurde Groskamp für ein Freundschaftsspiel gegen Schweden in das Aufgebot der niederländischen Nationalmannschaft berufen. Die Niederlande gewannen das Spiel mit 5:3. Dieses Spiel blieb jedoch Groskamps einziges Länderspiel. Bei den IV. Olympischen Spielen 1908 in London kam er als Reservespieler nicht zum Einsatz; die niederländische Fußballmannschaft gewann die Bronzemedaille.
Später war er im diplomatischen Dienst tätig.